# 叔先雄
叔先雄（？年—？年），犍為郡符縣（今四川省合江縣）人，東漢孝女、叔先泥和的女兒。

## 生平
永建初年叔先泥和任縣功曹（搜神記為永建三年）。縣長趙祉派叔先泥和拜見巴郡太守，叔先泥和乘船時不慎墜入湍流而溺死，遺體被水沖走難以尋找。叔先雄知道後很悲痛，日夜嚎啕大哭，甚至想要輕生，常有投水自盡的念頭，當時叔先雄二十七歲，有二個小孩，五歲的孩子名字叫貢；另一位三歲的名字叫貰。叔先雄給孩子們做了香囊，裡面裝了些珠寶飾品，掛在兩人胸前讓他們保管。叔先雄哀號之聲，不絕於口，因此叔先雄的家人經常堤防叔先雄輕生。經過百日後，家人們稍有鬆懈，十二月十五日（華陽國志、水經注為二年二月十五日），叔先雄乘坐小船到叔先泥和落水的地方痛哭，後來竟然跳河自殺。
叔先雄的弟弟叔先賢，那晚夢見姐姐告訴他說：「六天過後，我會跟父親現身在水面。」到了那天，叔先雄與叔先泥和的遺體互相攙著，浮出水面。郡縣表彰孝行，尚書遣戶曹掾為叔先雄立碑，畫出其像貌。

## 相關考證

### 姓名考證
袁枚認為《後漢書》「孝女叔先雄」，姓跟名都有誤。按常璩《華陽國志》稱先尼和的女兒絡。《水經注》引《益都耆舊傳》：「蜀中諺曰：『符有先絡，僰道有張帛。』」所以這名女子應該是姓先名絡。何義門說此女名雄，沒有道理。因為絡與雒相似，雄是雒的訛傳。《范史》稱「叔先雄」，是因為沿用干寶的《搜神記》造成的錯誤。
趙一清認為《困學紀聞》雖然稱孝女叔先雄，但《水經注》名為光終，符縣人。原《注》則是符縣有光洛，僰道有張帛，洛可能就是終字。何焯說：雄蓋雒字轉寫之誤，《後漢書》也誤寫，應從《華陽國志》。
熊會貞認為應該稱叔先絡，《後漢書》、《搜神記》作叔先，孫愐認為是複姓，熊會貞肯定這個說法。《華陽國志》作先，是因為省略了文字。至於絡跟雄的問題，是因為絡與洛形近，又改寫作雒，又誤寫為雄。
鄧名世《古今姓氏書辨證》、胡應麟《少室山房筆叢》、何焯《義門讀書記》、汪道昆增輯仇英繪圖《列女傳》等以叔先為姓稱叔先雄。

### 其他考證
《犍為縣志》記載叔先雄碑位於清溪鎮（今胭脂村境內）。《輿地紀勝》記載孝女叔先雄碑在犍爲清溪口楊洪山。
孝女渡在犍爲縣南二十里，當年因叔先雄抱父屍於水上而得名。上有孝女祠祀後漢叔先雄。

## 評價
- 楊慎：練囊封兒臂，珠環係兒躬。寄言與兄別，別去不再逢。寧假黿鼉梁，直下蛟龍宮。川后垂玄鑒，江妃憐丹衷。死抱父尸出，依泊葶花叢。戚黨悲復感，閭里唁且閧。風誼動今古，廟貌森穹崇。文紀與令伯，祠墓相西東。解使犍為縣，永作忠孝邦。《孝津行》
- 白居易：叔先雄沉水求父屍事具孝感門。《白孔六帖·卷二十》
- 趙翼：二女事正同，又同在列女傳，且曹娥未獲父尸，叔先雄則偕父尸同出，更為靈異。乃曹娥至今膾炙人口，而叔先雄莫有知其名者，豈非一碑文之力耶？則傳不傳，豈不有命耶？《廿二史劄記》

## 延伸阅读
[在维基数据编辑]
 《後漢書·卷84》，出自范晔《後漢書》

## 外部連結
- 中國哲學書電子化計劃《犍為縣志》 （页面存档备份，存于）
- 中國哲學書電子化計劃《廿二史劄記》 （页面存档备份，存于）
- 中國哲學書電子化計劃《蘭閨寶錄》 （页面存档备份，存于）